# Monocystis sagittata
Monocystis sagittata is een soort in de taxonomische indeling van de Myzozoa, een stam van microscopische parasitaire dieren. Het organisme komt uit het geslacht Monocystis en behoort tot de familie Monocystidae. Monocystis sagittata werd in 1899 ontdekt door Labbe.